# Karl-Heinz Bente
Karl-Heinz „Kalla“ Bente (* 13. September 1941 in Gelsenkirchen; † 25. Januar 1984 bei Bahlingen) war ein Fußballspieler und -trainer. Mit dem SC Preußen Münster bestritt er die erste Saison der Bundesliga nach ihrer Einführung. Im weiteren Verlauf seiner Karriere spielte er zunächst beim KSV Hessen Kassel und danach mit den beiden bekannten Vereinen aus Freiburg im Breisgau – dem FC und dem SC – noch zweitklassig. Er ließ sich schließlich in der Region nieder und wurde Trainer im oberen Amateurbereich.

## Karriere
Bente begann seine Karriere bei Eintracht Gelsenkirchen, 1959 und 1960 gehörte er als Mittelfeldspieler auf der damaligen Position des rechten Läufers im WM-System zur DFB-Jugendauswahl und nahm mit der DFB-Jugendauswahl „A“ an den UEFA-Juniorenturnieren in Bulgarien und Österreich teil. Er debütierte am 8. März 1959 in Coburg beim 3:0-Sieg über die Auswahl Österreichs, sein einziges Tor erzielte er am 16. April 1960 in Wiener Neustadt mit dem 1:0-Siegtor über die Auswahl der Türkei. Mitspieler im UEFA-Turnier in Österreich waren Spieler wie Dieter Kurrat, Jürgen Neumann, Stefan Reisch, Kurt Haseneder, Hans-Otto Peters, Werner Ipta, Gerhard Elfert und Jürgen Koch.
Seine ersten zwei Runden im Seniorenfußball bestritt er 1960/61 und 1961/62 mit der Eintracht in der 2. Liga West. An der Seite von Mitspielern wie Willi Kostrewa, Franz-Josef Sarna, Rainer Schönwälder und Heinz Pliska absolvierte er unter den Trainern Jean Paffrath und Heinz Kersting insgesamt 52 Zweitligaspiele, in denen er vier Tore erzielte. In der Saison 1962/63 spielte er erstmals beim Freiburger FC. Dort kam er zu 32 Einsätzen in der 2. Oberliga Süd.
Als 1963 die erste Saison der Fußball-Bundesliga begann, wechselte Bente zu Preußen Münster. Am fünften Spieltag absolvierte er unter Trainer Richard Schneider gegen den VfB Stuttgart sein erstes Bundesligaspiel; insgesamt wirkte Bente in dieser Saison bei 21 von 30 Partien der Münsteraner an der Seite von Mitspielern wie Torhüter Herbert Eiteljörge, Klaus Bockisch, Heinz-Rüdiger Voß, Dagmar Drewes, Werner Lungwitz, Manfred Pohlschmidt, Hermann Lulka, Manfred Rummel und Karl-Heinz Kiß mit, am Ende der Saison stieg Münster als Vorletzter (15. Rang) der Tabelle in die Regionalliga West ab. 
Bente spielte in den nächsten zwei Jahren beim KSV Hessen Kassel in der Regionalliga Süd und belegte mit Kassel 1965 den 5. beziehungsweise 1966 den 6. Rang. Von 1966 bis 1973 war der Mittelfeldregisseur wieder beim Freiburger FC aktiv. In der Saison 1968/69 belegte der Freiburger FC unter Trainer Bernd Oles den zweiten Platz hinter dem Karlsruher SC und Bente hatte in 32 Ligaspielen 17 Tore erzielt. Mit Mitspielern wie Jürgen Billmann, Gert Fröhlich, Helmut Siebert und Werner Anzill lag Bente in der Aufstiegsrunde knapp hinter Rot-Weiß Oberhausen auf dem 2. Rang. Punktgleich mit jeweils 11:5 Punkten gingen Oberhausen und Freiburg durch das Ziel, das Team aus dem Möslestadion scheiterte durch das schlechtere Torverhältnis - 17:9 gegen 16:10 - an dem Rivalen vom Niederrhein und stieg nicht in Bundesliga auf. Für den FFC absolvierte der Mann aus Gelsenkirchen von 1967 bis 1973 insgesamt 211 Spiele in der zweitklassigen Regionalliga Süd und erzielte dabei als Spielmacher 56 Tore.
1973 wechselte Bente in die 1. Amateurliga Südbaden zum Offenburger FV, nach zwei Jahren kehrte er zum Freiburger FC zurück, der 1974 die Qualifikation für die 2. Bundesliga verpasst hatte und nun ebenfalls in der Amateurliga Südbaden spielte. 1977 stieg der Freiburger FC in die 2. Bundesliga auf und Bente spielte dort noch zwei Jahre lang als Regisseur der Breisgauer, für die er in 73 von 76 möglichen Spielen antrat und zehn Tore erzielte. In der letzten Saison war er als Spielertrainer tätig. Nach einer weiteren Saison beim Offenburger FV kehrte Bente nach Freiburg zurück, diesmal zum in der Südgruppe der 2. Bundesliga spielenden SC Freiburg. Am 13. Dezember 1980 bestritt der mittlerweile 39-jährige als der älteste in Deutschland aktive Profi bei einem 1:1 im Heimspiel gegen den SV Waldhof sein letztes Spiel.
Ab dem 25. Spieltag am 14. Februar 1981 löste er Norbert Wagner als Trainer des SC Freiburg ab. Der Verein war damals Sechster in der Tabelle. Am Ende der Saison war der SC Siebter und damit einer der zehn Vereine die sich für die ab der Folgesaison eingleisig spielende 2. Bundesliga qualifizieren konnten.
Dort trainierte Lutz Hangartner den SC während sich Bente im Management betätigte. 1983 übernahm er die Trainerposition beim Offenburger FV. Karl-Heinz Bente starb am 24. Januar 1984 bei einem Verkehrsunfall nahe dem Ort Bahlingen am Kaiserstuhl. Von 1985 bis 2019 wurde dort das Karl-Heinz-Bente-Gedächtnisturnier ausgerichtet, das ab 2000 als Kaiserstuhl-Cup firmierte.
Sein Nachfolger als Trainer beim Offenburger FV wurde seinerzeit Alfred Metzler, Spieler des FV und langjähriger Weggefährte Bentes – beide spielten auch zusammen in der zweiten Liga beim Freiburger FC – der die Offenburger bis zum Ende der Saison noch zum bislang größten Erfolg der Vereinsgeschichte führte, der Deutschen Amateurmeisterschaft von 1984.
Im Spielerlexikon ist über den Spieler Bente notiert: „Als herausragender Techniker mit dem Auge für feine Pässe und gefährliche Standards war der Spielmacher Karl-Heinz Bente eine der größten Figuren, die je in Freiburg Fußball gespielt haben. Bente war ein kompletter Fußballer, der in etlichen Bundesligateams ein Führungsspieler hätte sein können, blieb aber beim FFC in der zweiten Liga hängen.“

## Anmerkung / Einzelnachweis
1. ↑  Statistik 1975–1977 1. Amateurliga Südbaden ausgenommen!
2. ↑  Kicker Almanach – 1982 – S. 400 – COPRESS Verlag – ohne ISBN
3. ↑  Sport Magazin. Olympia-Verlag. Nürnberg. Jahrgang 1960. Nr. 17/A. Datum 19. April 1960. S. 11
4. ↑  Christian Karn, Reinhard Rehberg: Spielerlexikon 1963 bis 1994. S. 49

| Personendaten    | Personendaten            |
| ---------------- | ------------------------ |
| NAME             | Bente, Karl-Heinz        |
| ALTERNATIVNAMEN  | Kalla                    |
| KURZBESCHREIBUNG | deutscher Fußballspieler |
| GEBURTSDATUM     | 13. September 1941       |
| GEBURTSORT       | Gelsenkirchen            |
| STERBEDATUM      | 25. Januar 1984          |
| STERBEORT        | bei Bahlingen            |